# Desa Kemejing (administrativ by i Indonesien, Jawa Tengah, lat -7,57, long 109,75)
Desa Kemejing är en administrativ by i Indonesien.   Den ligger i provinsen Jawa Tengah, i den västra delen av landet, 400 km öster om huvudstaden Jakarta. Desa Kemejing ligger vid sjön Waduk Wadaslintang.